# Rok Marguč
Rok Marguč (Celje, 25 mei 1986) is een Sloveense snowboarder. Hij nam driemaal deel aan de Olympische Winterspelen, maar behaalde hierbij geen medaille.

## Carrière
Marguč maakte zijn wereldbekerdebuut in februari 2004 tijdens de parallelreuzenslalom in Maribor. Op 16 februari 2007 behaalde hij zijn eerste podiumplaats in een wereldbekerwedstrijd toen hij derde werd op de parallelreuzenslalom in Furano. In Arosa nam Marguč deel aan de FIS wereldkampioenschappen snowboarden 2007. Op dit toernooi werd hij twaalfde op de parallelreuzenslalom en 22e op de parallelslalom. Op de FIS wereldkampioenschappen snowboarden 2009 in Gangwon eindigde Marguč als twaalfde op de parallelslalom. Tijdens de Olympische Winterspelen van 2010 in Vancouver eindigde Marguč als 23e op de parallelreuzenslalom.
In La Molina nam Marguč deel aan de FIS wereldkampioenschappen snowboarden 2011. Op dit toernooi behaalde hij een zilveren medaille op de parallelreuzenslalom en een bronzen medaille op de parallelslalom. Op de FIS wereldkampioenschappen snowboarden 2013 in Stoneham veroverde Marguč de wereldtitel op de parallelslalom, op de parallelreuzenslalom eindigde hij op de twaalfde plaats. Op 10 maart 2013 boekte hij in Arosa zijn eerste wereldbekerzege. Tijdens de Olympische Winterspelen 2014 in Sotsji eindigde de Sloveen als vijfde op de parallelreuzenslalom en als twaalfde op de parallelslalom.
In Kreischberg nam Marguč deel aan de FIS wereldkampioenschappen snowboarden 2015. Op dit toernooi sleepte hij de bronzen medaille in de wacht op de parallelslalom, daarnaast eindigde hij als elfde op de parallelreuzenslalom. Op de FIS wereldkampioenschappen snowboarden 2017 in de Spaanse Sierra Nevada eindigde hij als zestiende op de parallelslalom en als 21e op de parallelreuzenslalom. Tijdens de Olympische Winterspelen 2018 in Pyeongchang eindigde de Sloveen als zeventiende op de parallelreuzenslalom.

## Resultaten

### Olympische Winterspelen
| Jaar | Plaats      | Resultaten                                 |
| ---- | ----------- | ------------------------------------------ |
| 2010 | Vancouver   | 23e Parallelreuzenslalom                   |
| 2014 | Sotsji      | 12e Parallelslalom 5e Parallelreuzenslalom |
| 2018 | Pyeongchang | 17e Parallelreuzenslalom                   |

### Wereldkampioenschappen
| Jaar | Plaats        | Resultaten                                  |
| ---- | ------------- | ------------------------------------------- |
| 2007 | Arosa         | 12e Parallelreuzenslalom 22e Parallelslalom |
| 2009 | Gangwon       | 12e Parallelslalom                          |
| 2011 | La Molina     | Parallelreuzenslalom · Parallelslalom       |
| 2013 | Stoneham      | Parallelslalom · 12e Parallelreuzenslalom   |
| 2015 | Kreischberg   | Parallelslalom · 11e Parallelreuzenslalom   |
| 2017 | Sierra Nevada | 16e Parallelslalom 21e Parallelreuzenslalom |

### Wereldbeker
Eindklasseringen
| Seizoen   | Algm | PAR | PSL | PGS   |
| --------- | ---- | --- | --- | ----- |
| 2005/2006 | 267e | 66e | –   | –     |
| 2006/2007 | 14e  | 11e | –   | –     |
| 2007/2008 | 40e  | 18e | –   | –     |
| 2008/2009 | 98e  | 28e | –   | –     |
| 2009/2010 | 14e  | 8e  | –   | –     |
| 2010/2011 | 10e  | 7e  | –   | –     |
| 2011/2012 | –    | 18e | –   | –     |
| 2012/2013 | –    | 6e  | 12e | Brons |
| 2013/2014 | –    | 8e  | 23e | 6e    |
| 2014/2015 | –    | 9e  | 16e | 6e    |
| 2015/2016 | –    | 5e  | 6e  | 5e    |
| 2016/2017 | –    | 20e | 19e | 20e   |
| 2017/2018 | –    | 9e  | 8e  | 13e   |

Wereldbekerzeges
| Datum         | Plaats | Onderdeel            |
| ------------- | ------ | -------------------- |
| 10 maart 2013 | Arosa  | Parallelreuzenslalom |